# Bernhard Pankok

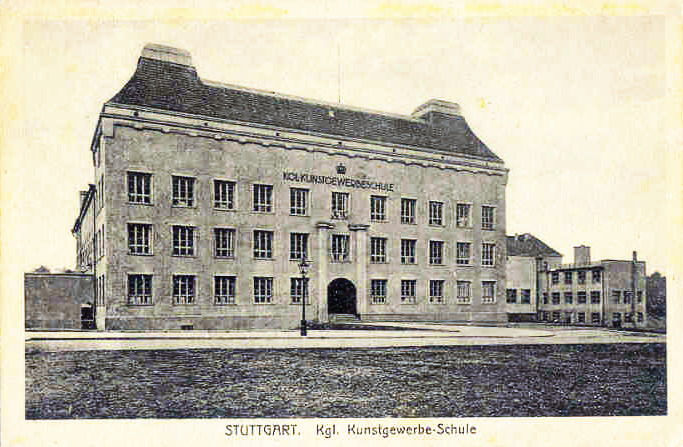
Kunstgewerbeschule, Stuttgart

Bernhard Pankok, född 16 maj 1872 i Münster, död 5 april 1943 i Baierbrunn, var en tysk arkitekt.
Pankok studerade i Düsseldorf och Berlin, blev 1902 professor i Stuttgart och 1913 direktor för den av honom ritade Kunstgewerbeschule i sistnämnda stad. Han var en av representanterna för modernismen inom den samtida arkitekturen. Han lämnade ritningar till Haus Lange i Tübingen och till utställningsbyggnad i Köln, inredde museisalar i Berlin (nationalgalleriet), Stuttgart, Schwerin och andra städer. Han utställde rumsinredningar vid utställningarna i Dresden 1898, Paris 1900, Turin 1902 med flera. Pankok är representerad vid bland annat Nationalmuseum i Stockholm.